# Tylosurus
No debe confundirse con Tylosaurus
El género Tylosurus son peces agujones de la familia belónidos, la cual está ampliamente representada en mares y agua dulce. Con el característico cuerpo alargado y pico afilado de la familia.

## Especies
Existen 10 especies válidas en este género:
- Tylosurus acus acus (Lacepède, 1803) - Agujón del Atlántico, Agujón ojón, Marao ojón
- Tylosurus acus imperialis (Rafinesque, 1810) - Aguja imperial
- Tylosurus acus melanotus (Bleeker, 1850)
- Tylosurus acus rafale (Collette & Parin, 1970)
- Tylosurus choram (Rüppell, 1837) - Agujón del mar Rojo
- Tylosurus crocodilus crocodilus (Péron y Lesueur, 1821) - Agujón cocodrilo, Agujón lisero, Lechero, Marao lisero
- Tylosurus crocodilus fodiator (Jordan y Gilbert, 1882) - Marao lisero
- Tylosurus gavialoides (Castelnau, 1873)
- Tylosurus pacificus (Steindachner, 1876) - Agujón del Pacífico, Marao ojón
- Tylosurus punctulatus (Günther, 1872)